# Jiří Hoffmann
Jiří Hoffmann (* 7. ledna 1943) je bývalý český fotbalista, univerzální fotbalista.

## Fotbalová kariéra
Začínal v SK Slovan Dubí, na vojně hrál za VTJ Žatec. V československé lize hrál za TJ Sklo Union Teplice a Škodu Plzeň. V lize nastoupil ve 133 utkáních a dal 9 gólů, ve druhé lize nastoupil za Teplice v 11 utkáních a dal 1 gól.

## Ligová bilance
| Ročník                                     | Zápasy | Góly | Klub                  |
| ------------------------------------------ | ------ | ---- | --------------------- |
| 1. československá fotbalová liga 1964/1965 | 17     | 3    | TJ Slovan Teplice     |
| 1. československá fotbalová liga 1965/1966 | 16     | 0    | TJ Sklo Union Teplice |
| 1. československá fotbalová liga 1966/1967 | 15     | 0    | TJ Sklo Union Teplice |
| 1. československá fotbalová liga 1967/1968 | 21     | 2    | TJ Sklo Union Teplice |
| 2. československá fotbalová liga 1968/1969 | -      | -    | Škoda Plzeň           |
| 2. československá fotbalová liga 1969/1970 | -      | -    | Škoda Plzeň           |
| 1. československá fotbalová liga 1970/1971 | 24     | 1    | Škoda Plzeň           |
| 2. československá fotbalová liga 1971/1972 | -      | -    | Škoda Plzeň           |
| 1. československá fotbalová liga 1972/1973 | 17     | 3    | Škoda Plzeň           |
| 1. československá fotbalová liga 1973/1974 | 22     | 0    | Škoda Plzeň           |
| 1. československá fotbalová liga 1974/1975 | 1      | 0    | Škoda Plzeň           |
| CELKEM 1. liga                             | 133    | 9    |                       |